# Pozicioni ugao
Pozicioni ugao, obično se skraćeno obeležava sa PA, je konvencija za merenje ugla na nebu u astronomiji. Međunarodna astronomska unija definiše ovaj termin kao ugao meren suprotno kretanju kazaljki na satu relativno na severni nebesk pol.
U slučaju uočenih vizuelnih binarnih zvezda, pozicioni ugao se definiše kao ugaono pomeranje sekundarne zvezde od primarne, mereno suprotno kretanju kazaljki na satu relativno na severni nebesk pol.
Kao što primer pokazuje, ako se posmatra hipotetska zvezda s PA od 135 stupnjeva, to znači da bi imaginarna linija u okularu nacrtana od severnog nebeskog pola (NCP) do primarnog (P) bila premeštena od sekundarnog (S) tako da ugao NCP-PS bude 135 stupnjeva.
Prilikom grafičkog prikazivanja vizualnih binarnih orbita NCP linija se tradicionalno povlači prema dole - to jest sa severom na dnu - i PA se meri u smeru suprotnom od kazaljki na satu. 
Definicija pozicijskog ugla je takođe proširena tako da je primenjiva na proširene objekte poput galaksija, gde se odnosi na ugao koji napravi glavna osa objekta s NCP linijom.

## Literatura
- D. Scott Birney; Guillermo Gonzalez; David Oesper (2007). Observational Astronomy. Cambridge University Press. стр. 75. ISBN 0-521-85370-2.
- Taff, Laurence G. (1981). Computational spherical astronomy. Wiley. Bibcode:1981csa..book.....T. ISBN 0471-873179.
- Karttunen, Hannu; Kröger, P.; Oja, H.; Poutanen, Markku; Donner, Karl Johan (1987). Fundamental Astronomy. Springer. Bibcode:2003fuas.book.....K. ISBN 0-387-17264-5.

## Spoljašnje veze
- The Orbits of 150 Visual Binary Stars, by Dibon Smith (Accessed 2/26/06)